# フラニョ・トゥジマン
フラニョ・トゥジマン（Franjo Tuđman, 1922年5月14日 - 1999年12月10日）はクロアチアの政治家。初代クロアチア共和国大統領。姓はツジマンと表記されることもある。

## 経歴
クロアチア北部ザゴリェの村ヴェリコ・トルゴヴィシュチェ出身。第二次世界大戦中の1941年に共産党に入党、パルチザンに参加。戦後、ユーゴ人民軍最年少で将軍となる。1958年からJSDパルチザン（サッカー部門にFKパルチザン、バスケットボール部門にKKパルチザンを持つセルビアの総合スポーツクラブ）の会長を務め、1961年、上級大将の階級でユーゴスラビア連邦軍から退役後、ザグレブ労働者運動大学学長に就任。1965年、ザグレブ大学で歴史学博士号を取得したが、クロアチア民族主義運動へ参加した容疑で1972年と1981年の2度逮捕され、軍の階級と勲章を剥奪された。
1980年のヨシップ・ブロズ・チトー死後、ユーゴスラビア連邦の中核であるセルビア国内では「多民族国家を構成するユーゴスラビア連邦にあって、セルビアこそが連邦を主導しクロアチア・スロベニア・マケドニアを統治すべき」と言う、セルビア至上主義を唱える排外的な民族主義運動が高まり始めた。このセルビア国内での民族主義運動の高まりにより、セルビア・ボスニア各地からセルビア官憲の圧力によって多くのクロアチア人が家や職場、学校を追放され、難民化し祖国クロアチアへ流入した。この数多くのクロアチア人難民の絶大な支持の下、トゥジマンは持ち前の行動力と政治力を武器に1989年、極右・排外主義的なクロアチア民主同盟 (HDZ) を創設、クロアチア独立運動の指導者として頭角を現す。更に続く1990年に実施された自由選挙では、独立を希求する多くの国民の支持の元、HDZは記録的な大勝利を収めた。この結果、トゥジマンはHDZが大多数を占める議会により初代クロアチア共和国大統領に選出される。
大統領に就任したトゥジマンは、事実上の独立宣言とも言える『クロアチア民族の自治権に基づく〝クロアチア人の為の純潔国家〟の樹立』を内外に宣言。この宣言に対し、「クロアチアは連邦内に留まるべき」と主張しクロアチア独立に反対するクロアチア共和国内のセルビア人組織は強く反発した。結果としてセルビア本国の民族主義者より支援を受けたクロアチア共和国内のセルビア人組織は、クロアチア共和国内に新たにクライナ・セルビア人自治区と東スラヴォニア・バラニャおよび西スレム・セルビア人自治州と言う二つの自治国家を樹立し、自治国家内に居住する多くのクロアチア人住民を国外へ追放（初期段階における民族浄化）、トゥジマン政権と対決した。
1990年12月21日、トゥジマン政権が提案し共和国議会の承認を経て、クロアチア共和国憲法が改正された。この改正はユーゴスラビア連邦からの離脱権、クロアチア人の民族自決に基づくクロアチア人国家の創設等を明記していた。中でも「クロアチア文化に基づく統合政策（主な内容としては、共和国内に居住する非クロアチア人もクロアチア語を公用語として使用する事、セルビア正教・ムスリムの信者はローマ・カトリックへ改宗する事、クロアチア共和国へ忠誠を誓わない者に対してクロアチア共和国発効の身分証明書を発行しない等）」は、クロアチア共和国内に存在する二つのセルビア人自治国家、いわゆる二重国家体制の解消を意図した物であったが「共和国内に在住するセルビア人に対する露骨な同化政策である」とセルビア本国の民族主義者は強く反発、クロアチア共和国内に在りながら自治国家に参加していない(親クロアチア的)セルビア人からも「トゥジマン政権からの最後通牒」と受け取られる厳しい内容であり、クライナ・セルビア人自治区内のセルビア人からは、トゥジマン政権を「第二次世界大戦中の傀儡国家・クロアチア独立国を指導したクロアチア人組織・ウスタシャの復活である」と激しく非難を受けた。クライナ・セルビア人自治区はこのトゥジマン政権の強硬姿勢に対して自治政府の機能を大幅に強化、セルビア主体のユーゴスラビア連邦軍の全面協力の元、民兵組織の装備を格段に充実させた。
1991年6月25日、独立を既成事実化していたトゥジマン政権が自らの正当性と西側諸国との外交関係強化を狙い、クロアチア共和国内での「クロアチア人による国民投票」を実施。圧倒的な独立支持の投票結果を受け、遂にクロアチア共和国はスロベニア共和国と共に正式にユーゴスラビア連邦より独立を宣言した。しかし同年7月、セルビア人将校を主体とするユーゴスラビア連邦軍が突如「クロアチア共和国内のセルビア人保護」を唱え首都・ザグレブへ侵攻。1991年10月、クライナ・セルビア人自治区のセルビア人勢力も大規模な武装蜂起に踏み切り、内戦が勃発した。当時クロアチア共和国ではトゥジマン政権の外交的成功により緩やかな独立が既成事実化していた為、本格的な独立戦争などを想定しておらず、〝取り敢えず独立国家の体裁を保つ為に〟警察機構を装備的に強化した「警察軍」しか保有していなかった。これはトゥジマン政権としては東欧諸国の共産政権が崩壊し、西側諸国による冷戦の勝利が明らかとなる国際情勢下において、国際的にも独立に対してある程度の賛同を得ているクロアチアに対し、ユーゴスラビア連邦が軍事力による本格的な独立阻止の行動を取るとは想定していなかった為である。正規軍であるユーゴ連邦軍とユーゴスラビアに重火器等の軍事支援を受けたセルビア人勢力に対し、士気旺盛ながら装備的に劣るクロアチア警察軍とクロアチア人民兵組織は各地で激しく抵抗した。しかし首都ザグレブの陥落は免れたものの、連日の砲撃に焦土と化した地方都市の惨状は惨憺たる物となった。
1991年11月、EU（ヨーロッパ連合）の仲介を受け両軍は停戦に合意したが、軍事的にはクロアチア警察軍、クロアチア人民兵組織の完全な敗北であった。停戦監視の為に国際連合保護軍 (UNPROFOR) が派遣される中、1991年12月、クロアチア共和国内のセルビア人勢力（クライナ・セルビア人自治区、スラヴォニア・バラニャ・西スレム自治組織）が統合されクライナ・セルビア人共和国として独立を宣言。事実上の敗戦により、クロアチア共和国はその国土を大きく喪失する事となった。
1992年1月、クロアチア共和国軍とユーゴスラビア連邦軍の停戦が正式に発令し、クロアチア共和国は名実共に完全独立を果たす。
1992年、直接選挙によりトゥジマンはクロアチア共和国大統領に再任された。しかし独立は果たしたものの、セルビアによるクロアチアの再統合を標榜するクライナ・セルビア人共和国内の民兵組織は依然として軍事的な脅威であった。トゥジマンは先の敗戦を教訓に、セルビアの孤立を狙い外交戦を展開、歴史的に繋がりの深いドイツと友好関係を結び、ロシアを刺激するとしてユーゴスラビア情勢への介入に消極的であったアメリカにも接近、ドイツ・アメリカ両国より重火器の供給と軍事教練を受け、クロアチア警察軍はクロアチア共和国軍に昇格し格段に強化された。
1993年1月22日、クロアチア共和国軍は国連管理下にあったクライナ・セルビア人共和国に侵攻するもセルビア人勢力に敗退、膠着状態が続く。同年トゥジマンはクロアチア人勢力が優勢なヘルツェゴビナ領域にヘルツェグ＝ボスナ・クロアチア人共和国を樹立させた。そして将来的なクロアチアへの併合を視野にボスニア・ヘルツェゴビナ紛争に介入、同国内で劣勢に立たされていたムスリム人とも連携し、セルビア人勢力との戦いを優位に進めた。1994年3月、ロシアの仲介で「クライナ・セルビア人共和国」との休戦協定が成立する。
1994年10月、アメリカ・ロシア・国連・EUは、クロアチア共和国に対して「セルビア人に一定の自治を認める和平案」を提示したが、トゥジマン政権はこれを拒否。クロアチア共和国は「国内に配備されている国連保護軍 (UNPROFOR) こそがクライナ・セルビア人共和国の既成事実化に繋がっている」として、国連による委任統治の中止、国連保護軍の撤退を主張した。しかし国連や米国の説得によりトゥジマンも妥協し、国連防護軍の駐留人員を3分の1に削減する様に要求するが協議は平行線を辿る。そして国連保護軍駐留の期限切れが迫る中、セルビア人勢力に対する国土回復の最終的な解決手段として、クロアチア共和国軍の大規模な反攻作戦を迎える事となる。
1995年5月、クロアチア共和国政府はアメリカの支持を取り付け、停戦協定を破棄。電撃的にクライナ・セルビア人共和国へ侵攻した。圧倒的な軍事力を誇るクロアチア共和国軍の前にセルビア人民兵組織は緒戦で戦意を喪失し崩壊、早々にセルビア本国へと退却を開始した。多くのセルビア人住民も追従し、長らくセルビア人勢力の支配下に置かれていたヤセノヴァツなど西スラヴォニア地方全域は解放された。
1995年8月、トゥジマンは残るクライナ・セルビア人共和国の全域制圧を賭けてアンテ・ゴトヴィナ指導による『嵐作戦』を指示、数・装備に勝るクロアチア共和国軍は劣勢のセルビア人勢力に対して決定的な勝利を収めた。クライナ・セルビア人共和国の崩壊により、クライナ地方のセルビア人住民の大部分（20万人）は難民としてセルビア共和国へ退避、セルビア人勢力の残した財産の60%は戦闘によって破壊され、残りはクロアチア共和国軍と警察が接収、クロアチア共和国政府によって売却された。東スラヴォニア地方ではクロアチア共和国軍とセルビア系勢力が停戦に合意、東スラヴォニアを明け渡す形で多くのセルビア人勢力及びセルビア人住民がセルビア本国へと退避した。
同年11月、旧ユーゴスラヴィア和平協議の中でセルビア系勢力は最後に残った東スラヴォニアの統治権を放棄（2年以内にクロアチアに統合する）。国際連合東スラヴォニア・バラニャおよび西スレム暫定統治機構（UNTAES）が展開したが、1998年1月15日に東スラヴォニアの施政権はクロアチア政府に移管された。紛争前にはクロアチア共和国の人口の12%を占めたセルビア人は、紛争後には5%以下に激減した。
トゥジマンは健康状態の悪化にもかかわらず、1997年6月、3期目に再選された。1999年、胃癌のため入院。1週間後、クロアチア最高裁判所は、トゥジマンを「一時的労働不能」と宣告し、行政権を議会議長ヴラトコ・パヴレチッチに委譲した。

トゥジマンは軍事力に勝るユーゴスラビア連邦軍、セルビア人勢力との内戦を臆する事なく一貫して指導し、クロアチア独立の父としてその地位を確固たるものとした。その政治手腕は時として独裁的とも言われたが、戦争を遂行する上で強力な指導力を発揮し、祖国を独立へと導いたトゥジマンは今もクロアチア国内でその名声を称えられている。セルビア側からは大クロアチア主義を掲げた野心家と蔑まれているが、第二次世界大戦中に参加したパルチザンでの経験が彼の人格に及ぼした影響は大きく、その後の連邦におけるクロアチア人とセルビア人の協力関係が、祖国クロアチアの独立により失われた事には心を痛めていたとされる。国民に対し時には熱狂的に愛国心を煽りながらも、しかしその本人は単純な民族主義者ではなく、クロアチア民主同盟(HDZ)の幹部にも「連邦と言う檻の中で他民族が他民族を支配するのではなく、共に牢獄を出て対等に独立し協力する関係を築くべきである」と諭す冷静さを持つ人物であった。セルビア人との民族紛争がその目的ではなく、クロアチア人と言う自民族の独立と安定こそがトゥジマン自身の人生だった、と言われている。